# Paraoncidium chameleon
Paraoncidium chameleon is een slakkensoort uit de familie van de Onchidiidae. De wetenschappelijke naam van de soort is voor het eerst geldig gepubliceerd in 1886 door Brazier.